# Philosophicum
Onder een philosophicum verstaat men een wijsgerig-theologische vooropleiding voor aspirant-geestelijken.
Feitelijk betreft het de filosofische en theologische onderbouw die aan het grootseminarie voorafgaat.
Een philosophicum is vaak gelieerd aan een kloosterorde.